# روب نيكلسون (موسيقي)
روب نيكلسون (بالإنجليزية: Rob Nicholson)‏ هو موسيقي أمريكي، ولد في 24 نوفمبر 1969 في لوس أنجلوس في الولايات المتحدة.

## وصلات خارجية
- روب نيكلسون على موقع ميوزك برينز (الإنجليزية)
- روب نيكلسون على موقع ديسكوغز (الإنجليزية)
- روب نيكلسون على موقع ديسكوغز (الإنجليزية)